# Gérard Pelletier (prêtre)
Pour les articles homonymes, voir Gérard Pelletier et Pelletier (homonymie).
Gérard Pelletier, né en 1964, est un prêtre catholique français, docteur en histoire des religions et en théologie.

## Parcours
Gérard Pelletier est prêtre du diocèse de Paris depuis 1993.
Il a été vicaire à la paroisse Saint-Séverin de 1993 à 2001. Il est titulaire d’un doctorat en histoire des religions de l’Université Paris-IV Sorbonne et d’un doctorat en sciences théologiques de l’Institut catholique de Paris, obtenus en avril 2001.
Il a été curé de la paroisse Saint-Louis en l'Île de 2001 à 2009.
Il a été chapelain à la cathédrale Notre-Dame de Paris de 2009 à 2013.
Il a été supérieur de la Maison Saint-Augustin, année propédeutique pour le discernement vocationnel à Paris de 2013 à 2021. Il a présenté et accompagné la formation spirituelle de nombreux futurs prêtres.
Il est professeur extraordinaire à la Faculté Notre-Dame, chanoine honoraire de Notre-Dame de Paris, curé du pôle missionnaire Saint-Colomban de Val d’Europe dans le diocèse de Meaux.

## Ouvrages
Gérard Pelletier a publié ou dirigé les ouvrages suivants :
Livre publié :
- Rome et la Révolution française : La théologie politique et la politique du Saint-Siège devant la Révolution française (1789-1799), Rome, Publications de l’École française de Rome, coll. « Collection de l'École française de Rome », 2004, 769 p. (ISBN 978-2-7283-0995-5, présentation en ligne, lire en ligne)

Livres dirigés :
- Le cardinal Lustiger et le sacerdoce, Actes du colloque des 4 et 5 mars 2011 au Collège des Bernardins, Coll. Cours, colloques, conférences, n° 20, Paris, Collège des Bernardins – Lethielleux, 2011, 311 p.  Auteur de « Introduction », p. 7-14, et « 1940-1980 : un itinéraire marqué par des figures sacerdotales », p. 17-41.
- Direction scientifique de la troisième partie du livre : André Vingt-Trois (Dir.), Notre-Dame de Paris, coll. La grâce d'une cathédrale, Strasbourg - Paris, Éd. La nuée bleue - Place des Victoires, 2012, 501 p. Auteur de : « Introduction à la troisième partie, Quand Émmanuel nous rassemble » p. 323-325 ; « Au cœur d’une communion ecclésiale et nationale, les grandes heures de Notre-Dame », p. 368-389 ; « L’évolution des dévotions parisiennes jusqu’à nos jours », p. 423-425.